# Harir
Harir – miasto w Iraku, w muhafazie Irbil. W 2009 roku liczyło 24 830 mieszkańców.